# 우드로 윌슨의 초기 생애와 학문적 경력

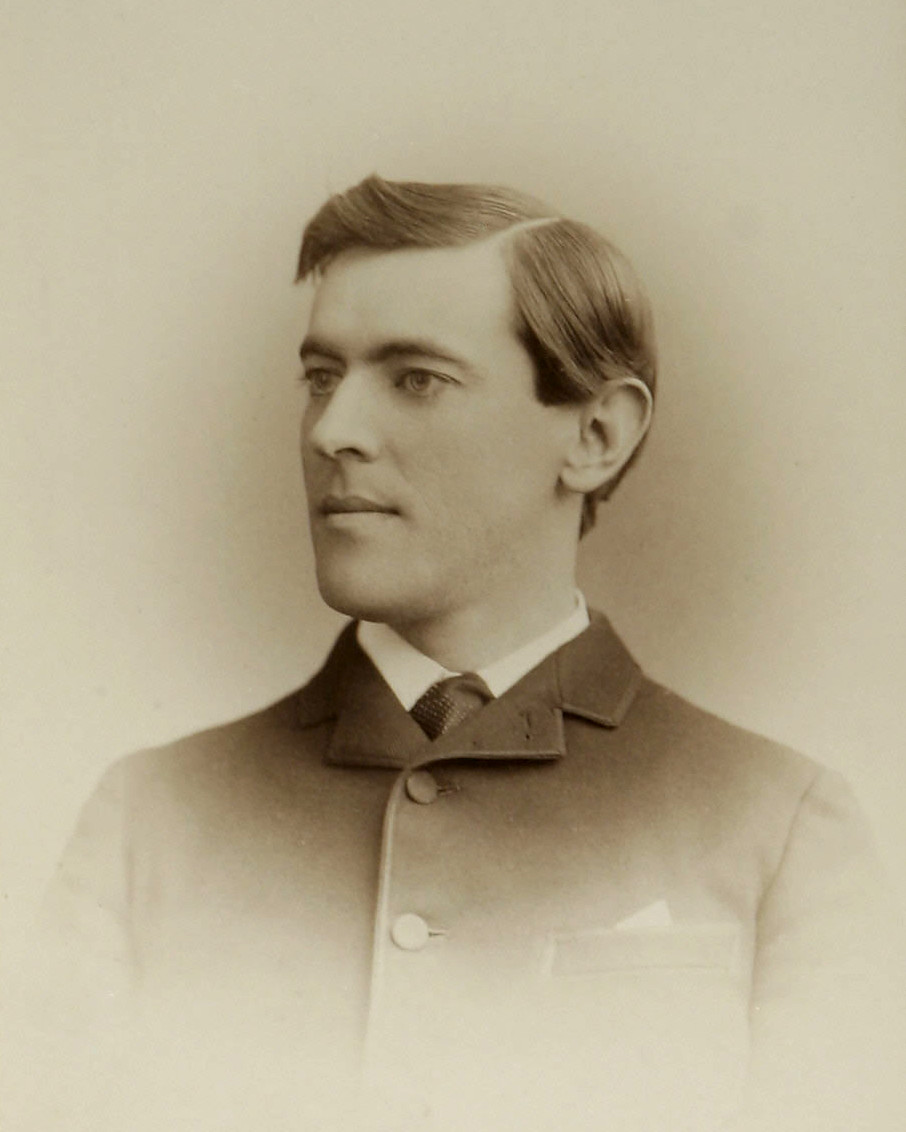
우드로 윌슨, 패치 브로스(Pach Bros) 촬영, c. 1875

토머스 우드로 윌슨(1856년 12월 28일 – 1924년 2월 3일)은 미국의 정치인이자 학자로, 제28대 미국 대통령을 역임했다. 이 문서는 우드로 윌슨이 1856년 후반에 태어나 1910년에 선거 정치에 입문하기까지의 기간을 다룬다. 윌슨은 미국 남부에서 어린 시절을 보냈으며, 주로 남북 전쟁과 재건 시대 동안 조지아주 오거스타에서 머물렀다. 존스 홉킨스 대학교에서 정치학 박사 학위를 취득한 후, 윌슨은 여러 학교에서 가르치다가 프린스턴 대학교의 총장이 되었다. 윌슨은 이후 1911년부터 1913년까지 뉴저지주지사를 지내며 주요 진보 개혁가로 활동했고, 마침내 1913년부터 1921년까지 미국 대통령을 역임했다.

## 초기 생애
토머스 우드로 윌슨은 스코틀랜드-아일랜드계 미국인과 스코틀랜드 혈통의 가족에게서 버지니아주 스톤턴에서 태어났다. 그는 네 자녀 중 셋째이자 첫아들이었다. 그의 부모는 조지프 러글스 윌슨 (1822–1903)과 제시 재닛 우드로 (1826–1888)였다. 윌슨의 친조부모는 1807년 아일랜드 티론주 스트러밴에서 미국으로 이민하여 슈토이벤빌에 정착했다. 그의 할아버지 제임스 윌슨은 친관세적이고 반노예제적인 신문인 더 웨스턴 헤럴드 앤드 가제트를 발행했다. 윌슨의 외할아버지인 토머스 우드로 목사는 1830년대 후반에 페이즐리에서 칼라일을 거쳐 오하이오주 칠리코시로 이주했다. 조지프는 제시가 슈토이벤빌에 있는 여학교에 다닐 때 만났고, 두 사람은 1849년 6월 7일에 결혼했다. 결혼 직후 조지프는 장로교 목사로 서품받고 스톤턴에서 사역하도록 배정되었다. 토머스는 조지프가 사역하던 스톤턴 제일 장로교회의 사택인 더 맨스에서 태어났다. 윌슨의 부모는 그에게 "토미"라는 별명을 지어주었는데, 그는 대학 시절 내내 이 별명을 사용했다. 그가 두 살이 되기 전, 가족은 조지아주 오거스타로 이사했다. 윌슨은 노예 노동이 활용되는 집에서 자랐다.
윌슨의 가장 오래된 기억은 세 살 때 오거스타 목사관의 앞뜰에서 놀다가 앞문에 서 있을 때, 지나가던 사람이 에이브러햄 링컨이 당선되었고 전쟁이 다가온다고 불평스럽게 발표하는 것을 들었던 것이다. 1861년까지 윌슨의 부모는 둘 다 미국 남부와 완전히 동일시되었고, 남북 전쟁 동안 아메리카 연합국을 지지했다. 윌슨의 아버지는 1861년 북부 장로교회에서 분리된 남부 미국 남장로교회 (PCUS)의 창립자 중 한 명이었다. 그는 오거스타의 제일 장로교회의 목사가 되었고, 가족은 1870년까지 그곳에 살았다.
남북 전쟁이 끝난 후, 윌슨은 인근 학교에 다니기 시작했고, 그곳에는 미래의 대법원 판사 조지프 러커 라마와 미래의 스위스 대사 플레전트 A. 스토벌이 동급생으로 있었다. 윌슨의 부모는 교육을 매우 중요하게 여겼지만, 그는 열세 살이 될 때까지 읽기와 쓰기에 어려움을 겪었는데, 아마도 발달성 난독증 때문일 수 있다. 1870년부터 1874년까지 윌슨은 사우스캐롤라이나주 컬럼비아에서 살았는데, 그의 아버지가 콜럼비아 신학대학원의 신학 교수였다. 1873년, 윌슨은 컬럼비아 제일 장로교회의 정회원이 되었고, 평생 동안 그 회원으로 남았다.
윌슨은 1873-74학년도에 노스캐롤라이나의 데이비드슨 칼리지에 다녔지만, 신입생으로 뉴저지 칼리지(현: 프린스턴 대학교)로 편입했다. 그는 정치철학과 역사를 공부했고, 파이 카파 프시 사교 클럽에 가입했으며, 휘그 문학 및 토론회에서 활동했고, 자유 토론회를 조직했다. 그는 또한 학교 미식축구 협회의 비서, 학교 야구 협회의 회장, 학생 신문의 편집장으로 선출되었다. 치열하게 경쟁했던 1876년 미국 대통령 선거에서 윌슨은 민주당 (미국)과 그 후보인 새뮤얼 J. 틸던에 대한 지지를 선언했다. 월터 배젓의 저작과 남북 전쟁 이후 대통령 권력의 약화에 영향을 받아, 윌슨은 영국 의원내각제에 따라 미국 정부를 개혁하는 계획을 개발했다. 정치학자 조지 W. 루이즈는 윌슨의 "의회식 정부에 대한 존경과 그 특징 중 일부를 미국 시스템에 적용하려는 열망은 우드로 윌슨의 정치 사상의 영구적인 요소로 남아 있었다"고 썼다. 윌슨의 정부 개혁에 대한 에세이는 편집장 헨리 캐벗 로지의 승인을 얻은 후 인터내셔널 리뷰에 게재되었다.
1879년 프린스턴을 졸업한 후, 윌슨은 버지니아 대학교 법학대학원에 다녔으며, 버지니아 글리 클럽에 참여했고 제퍼슨 문학 및 토론회의 회장을 역임했다. 건강 문제로 인해 버지니아 대학교에서 중퇴해야 했던 윌슨은 노스캐롤라이나주 윌밍턴에서 부모님과 함께 살면서 독학으로 법을 계속 공부했다.
윌슨은 조지아주 변호사 협회에 입회하여 1882년 애틀랜타에서 잠시 법률 사무소를 설립하려고 시도했다. 그는 법률 역사와 실체법은 흥미롭게 여겼지만, 일상적인 절차적 측면은 몹시 싫어했다. 1년도 채 되지 않아 그는 법률 실무를 포기하고 정치학 및 역사 연구를 추구했다.

## 개인 생활

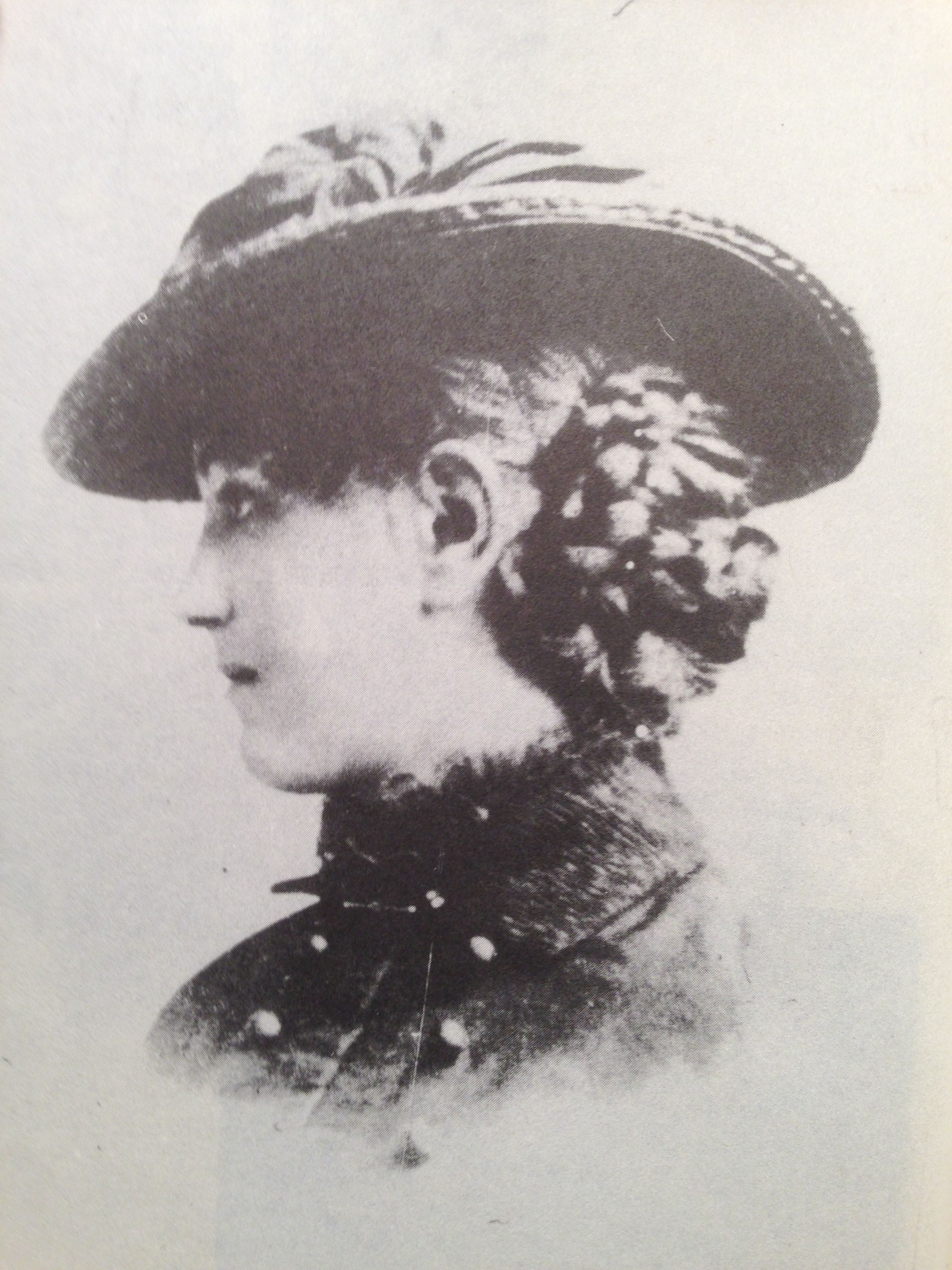
엘런 액슨, 윌슨의 미래 아내, 1883년

1883년 윌슨은 서배너 출신의 장로교 목사 딸인 엘런 루이스 액슨을 만나 사랑에 빠졌다. 그는 1883년 9월에 청혼했고, 그녀는 받아들였지만 윌슨이 대학원에 다니는 동안 결혼을 연기하기로 합의했다. 윌슨과 엘런의 결혼은 그녀의 가족에게 일어난 충격적인 사건들로 인해 복잡해졌다. 1883년 후반, 우울증에 시달리던 엘런의 아버지 에드워드는 조지아 주립 정신병원에 입원했고, 그곳에서 1884년에 자살했다. 초기 충격에서 회복한 엘런은 뉴욕 미술 학생 연맹에 입학했다. 졸업 후 그녀는 초상화 예술을 추구했고, 파리 국제 박람회에서 자신의 작품 중 하나로 메달을 받았다. 그녀는 결혼 약속을 지키기 위해 더 이상의 독립적인 예술 활동을 기꺼이 희생하기로 동의했고, 1885년에 그녀와 윌슨은 결혼했다. 그녀는 그의 경력을 강력히 지지했으며, 윌슨의 연구와 관련된 정치학 작품을 번역하는 데 도움을 주기 위해 독일어를 배웠다.
그들의 첫째 아이인 마거릿은 1886년 4월에 태어났고, 둘째 아이인 제시는 1887년 8월에 태어났다. 그들의 셋째이자 마지막 아이인 엘리너는 1889년 10월에 태어났다. 윌슨과 그의 가족은 1896년부터 1902년까지 뉴저지주 프린스턴 근처의 침실 7개짜리 튜더 리바이벌 주택에서 살았으며, 1902년에는 프린스턴 캠퍼스 내 프라피켓 하우스로 이사했다. 1913년, 제시는 후에 필리핀 고등판무관을 지낸 프랜시스 보우스 세이어 1세와 결혼했다. 1914년, 엘리너는 윌슨 행정부에서 재무장관을 지내고 후에 캘리포니아주에서 미국 상원 의원을 지낸 윌리엄 깁스 매커두와 결혼했다.
1906년 윌슨이 버뮤다로 휴가를 가기 시작했을 때, 그는 사교계 인사 메리 헐버트 펙을 만났다. 그들의 만남은 그가 돌아올 때마다 정기적으로 이루어졌다. 윌슨은 엘런에게 보낸 편지에서 이러한 모임과 다른 사교 행사를 솔직하게 이야기했다. 전기 작가 어거스트 헥셔에 따르면, 윌슨과 펙의 우정은 윌슨과 그의 아내 사이에서 솔직한 논의의 주제가 되었다. 윌슨 역사가들은 불륜이 있었는지 확실하게 입증하지 못했지만, 윌슨은 한 번은 논설 초고의 뒷면에 속기록으로 "나의 소중한 메리, 나의 사랑하는 메리"라고 썼다. 윌슨은 또한 그녀에게 매우 개인적인 편지를 보냈는데, 이 편지들은 나중에 그의 적들에 의해 그에게 불리하게 사용되었다.
엘런은 윌슨의 대통령 재임 2년차인 1914년 8월 브라이트병으로 사망했다.
첫 아내의 사망 후, 윌슨은 이디스 볼링 골트를 만나 교제하기 시작했으며, 두 사람은 1915년 12월 백악관에서 조용한 결혼식을 올렸다.

## 학문적 경력

### 교수
1883년 후반, 윌슨은 볼티모어에 있는 새로운 대학원 기관인 존스 홉킨스 대학교에 입학했다. 이 대학은 많은 독일 대학의 교육 모델인 훔볼트 모델의 고등 교육을 바탕으로 연구에 전념하는 곳이었다. 철학박사 학위를 성공적으로 마치기 위해 윌슨은 독일어를 광범위하게 공부했다. 윌슨은 학자로서, 그리고 미국이 제1차 세계대전에 참전하기 전까지 독일어 자료를 참조했지만, 완전히 유창하지 않아 상당한 시간과 노력이 필요하다고 언급했다. 윌슨은 교수가 되기를 희망하며 "교수직만이 나에게 유일하게 실현 가능한 자리였고, 독서와 독창적인 작업을 위한 여유를 제공할 유일한 자리였으며, 수입이 붙어 있는 유일한 엄격한 문학적 자리였다"고 썼다. 존스 홉킨스에서 공부하는 동안 윌슨은 허버트 백스터 애덤스, 리처드 T. 엘리, J. 프랭클린 제임슨과 같은 저명한 학자들의 강의를 들었다. 윌슨은 존스 홉킨스에서 연방 정부의 작동 방식을 연구한 일련의 에세이를 바탕으로 한 《의회 정부: 미국 정치 연구》를 쓰는 데 많은 시간을 보냈다. 그는 1886년 존스 홉킨스에서 정부 역사학 철학박사 학위를 받았다.
1885년 초, 호튼 미플린은 《의회 정부》를 출판했는데, 이 책은 큰 호응을 얻었다. 한 비평가는 이 책을 "연방주의자 논고 이후 미국 헌법에 대해 나온 최고의 비평적 글"이라고 평했다. 같은 해, 윌슨은 필라델피아 메인 라인에 새로 설립된 여자 대학인 브린마 칼리지의 교수직을 수락했다. 윌슨은 1885년부터 1888년까지 브린마 칼리지에서 가르쳤다. 그는 고대 그리스 및 고대 로마 역사, 미국 역사, 정치학 및 기타 과목을 가르쳤다. 그는 "연구 과목에 진정한 살아있는 흥미"를 불어넣으려 노력했고, 학생들에게 "고대를 마치 우리 시대처럼 들여다보라"고 요청했다. 1888년, 윌슨은 브린마를 떠나 미들타운 (코네티컷주)에 있는 웨슬리언 대학교로 갔다. 웨슬리언에서 그는 미식축구 팀을 코치하고, 토론 팀을 창설했으며, 정치 경제학과 서양사 대학원 과정을 가르쳤다.

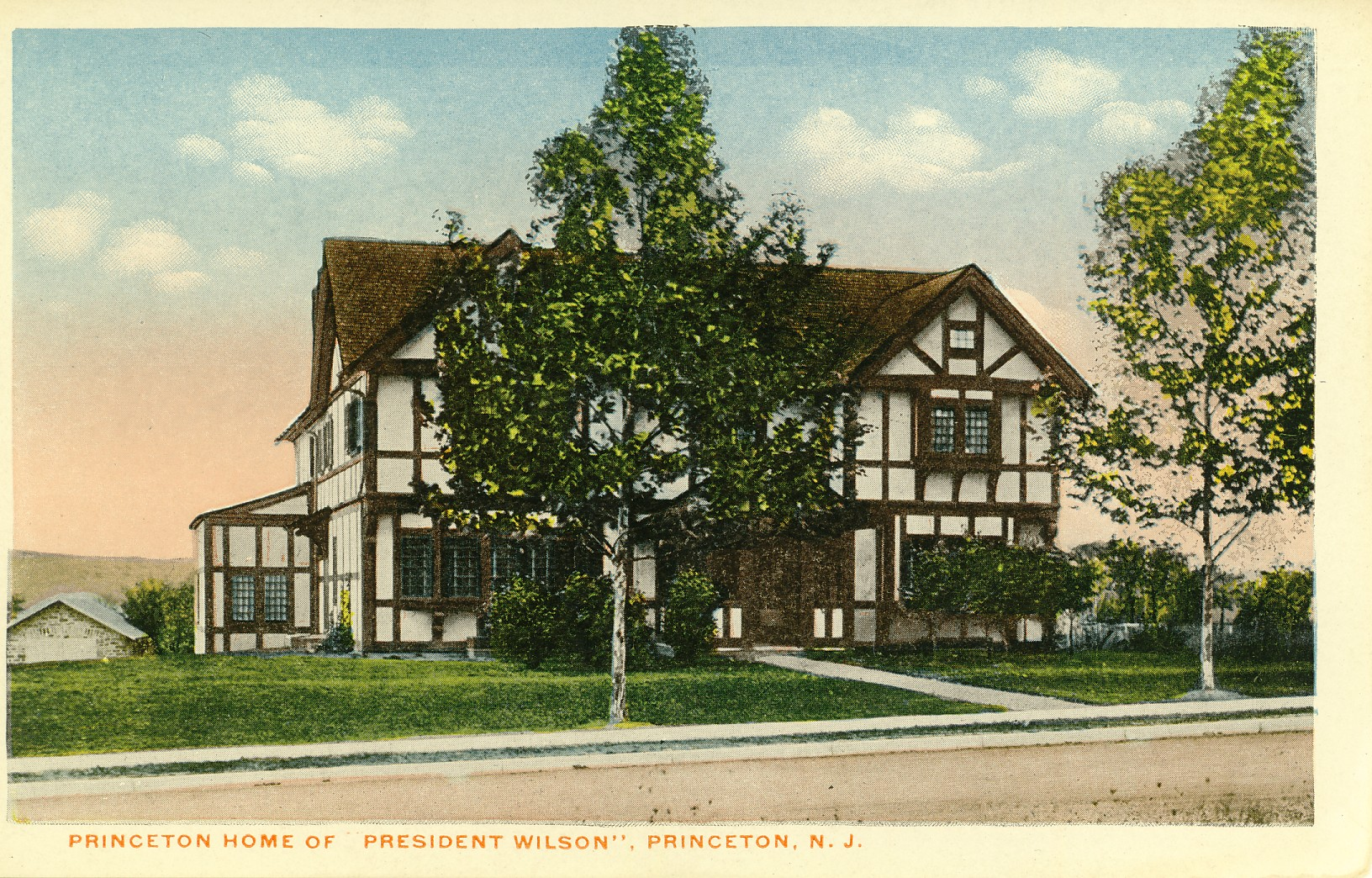
프린스턴 (뉴저지주) 라이브러리 플레이스에 있는 윌슨의 집

1890년 2월, 친구들의 도움으로 윌슨은 프린스턴 대학교 이사회에 의해 법학 및 정치 경제학 교수로 선출되었으며, 연봉은 $3,000 (2022년 기준 $86,411에 해당)이었다. 그는 곧 설득력 있는 연사로 명성을 얻었다. 한 학생은 그를 "내가 들어본 최고의 강의실 강사"라고 묘사했다. 프린스턴 교수 재직 기간 동안 그는 또한 존스 홉킨스, 뉴욕 로스쿨, 콜로라도 칼리지에서 일련의 강의를 했다. 1896년, 프랜시스 랜디 패튼은 프린스턴이 더 이상 뉴저지 칼리지가 아닌 프린스턴 대학교로 공식적으로 알려질 것이라고 발표했으며, 대학원 설립을 포함한 야심찬 확장 프로그램을 발표했다. 1896년 미국 대통령 선거에서 윌슨은 민주당 후보인 윌리엄 제닝스 브라이언을 거부하고 보수적인 "골드 민주당" 후보인 존 M. 팔머를 지지했다. 윌슨의 학문적 명성은 1890년대 내내 계속 성장했고, 그는 프린스턴에 남기를 원했기 때문에 존스 홉킨스, 버지니아 대학교 및 다른 학교들의 제안을 거절했다.

#### 토마스 딕슨 주니어와의 우정
존스 홉킨스 대학교 학생 시절 초기에 윌슨은 동급생이자 동향인인 토머스 딕슨 주니어를 만나 친구가 되었다. 딕슨은 자신의 회고록에서 "우리는 친한 친구가 되었다... 나는 그의 방에서 많은 시간을 보냈다"고 말했다.:167 딕슨은 한 학기만 존스 홉킨스에 머물다가 연극 경력을 추구하기 위해 중퇴했다. 윌슨은 딕슨의 결정에 반대했지만 둘은 친구로 남았다.:168 딕슨은 작가이자 복음주의 설교자로서 큰 대중적, 재정적 성공을 거두었지만, 지금은 주로 당시 백인 우월주의의 가장 다작적인 promoter 중 한 명으로 알려져 있으며, "전문적인 인종차별주의자"로 묘사된다. 1888년, 딕슨은 웨이크포리스트 대학교에서 졸업 연설을 해달라는 요청을 받았다. 딕슨은 정중하게 제안을 거절하며 대신 윌슨을 선택하도록 추천했다. 딕슨은 당시 일반적으로 잘 알려지지 않은 윌슨에 대해 매우 높게 평가했다.:41 딕슨이 윌슨을 칭찬하는 것을 들은 웨이크포리스트의 한 기자는 전국 통신에 기사를 보냈고, 이는 윌슨에게 첫 전국적인 노출을 안겨주었다.:41 1915년, 딕슨의 책 중 하나가 장편 영화로 제작되었을 때, 국가의 탄생, 딕슨은 윌슨에게 백악관에서 영화를 상영해 달라고 요청했고, 윌슨은 오랜 친구를 위해 기꺼이 요청을 들어주었다. 영화의 극도로 인종차별적인 내용은 큰 논란을 불러일으켰고, 윌슨과 딕슨의 개인적인 관계도 그러했다. 결국 윌슨은 마지못해 《국가의 탄생》의 메시지를 부인했다.

### 저술가
윌슨은 학문 경력 동안 역사 및 정치학에 관한 여러 저작을 집필했으며, 학술 저널인 정치학 분기별의 정기 기고가가 되었다. 윌슨의 첫 정치 저작인 《의회 정부》(1885)는 미국 정부 시스템을 비판적으로 묘사하고, 미국을 의원내각제에 더 가깝게 만들도록 개혁할 것을 주장했다. 윌슨은 헌법에 "급진적인 결함"이 있다고 믿었는데, 이는 헌법이 "무엇을 해야 할지 즉시 그리고 확정적인 권한으로 결정할 수 있는" 정부 부문을 확립하지 않았기 때문이었다. 윌슨은 미국 하원을 특별히 비판하며 다음과 같이 썼다.
마치 47개의 봉건 영지로 나뉘어져 있으며, 각 영지에는 상임 위원회가 영지법원이고 그 위원장이 영주이다. 이 작은 영주들은 일부는 강력하지만, 누구도 완전한 통치 권한에 도달하지 못하며, 자신들의 영지 내에서 거의 전제적인 지배력을 마음대로 행사할 수 있고, 때로는 왕국 자체를 혼란에 빠뜨릴 수도 있다.
윌슨의 두 번째 출판물은 《국가》(The State)라는 제목의 교과서로, 1920년대까지 전국 대학 과정에서 널리 사용되었다. 《국가》에서 윌슨은 정부가 "아동 노동을 금지하고, 공장의 위생 조건을 감독하며, 여성의 건강에 해로운 직업에서의 고용을 제한하고, 판매되는 상품의 순도 또는 품질에 대한 공식적인 검사를 시행하며, 특정 직종의 노동 시간을 제한하고, [그리고] 부도덕하거나 무정한 사람들이 무정한 사람들을 상거래나 산업에서 능가하는 권한에 대한 백한 가지 제한을 통해" 합법적으로 공공 복지를 증진할 수 있다고 썼다. 그는 또한 자선 노력이 사적 영역에서 벗어나 "전체의 필수적인 법적 의무가 되어야 한다"고 썼는데, 역사학자 로버트 M. 손더스에 따르면 이는 윌슨이 "현대 복지 국가를 위한 토대를 마련하고 있었다"는 것을 보여주는 듯했다.
그의 세 번째 책인 《분열과 재결합》(Division and Reunion)은 1893년에 출판되었다. 이 책은 19세기 중후반 미국 역사를 가르치는 표준 대학 교과서가 되었다. 1897년, 호튼 미플린은 윌슨의 조지 워싱턴 전기 전기를 출판했는데, 버그는 이를 "윌슨의 가장 형편없는 문학적 노력"이라고 평했다. 윌슨의 네 번째 주요 출판물인 5권짜리 《미국 인민의 역사》(History of the American People)는 하퍼스에 기고한 일련의 기사들을 집대성한 것으로, 1902년에 출판되었다. 1908년, 윌슨은 그의 마지막 주요 학술 저작인 《미국 헌정 정부》(Constitutional Government of the United States)를 출판했다.

### 프린스턴 대학교 총장

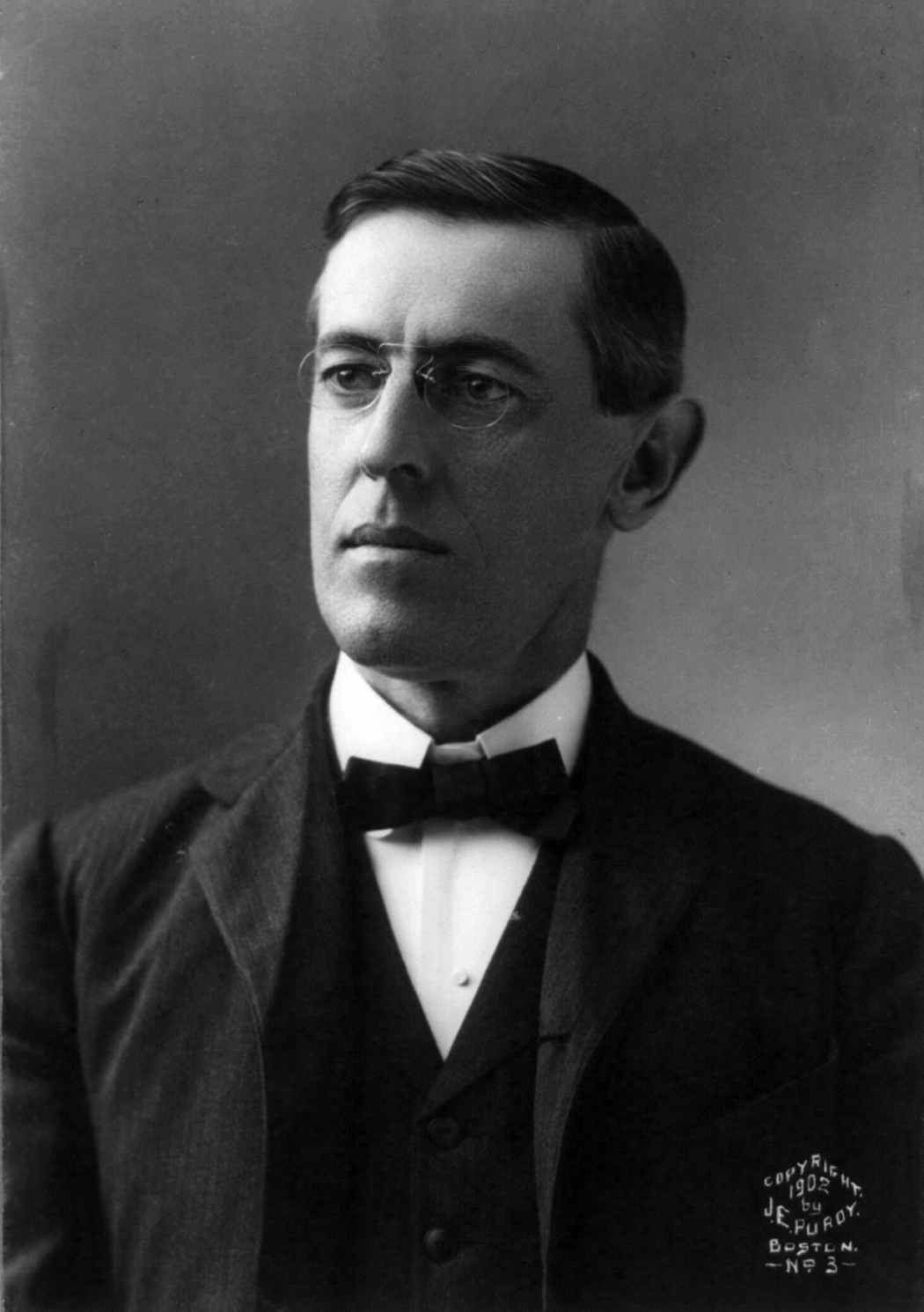
윌슨, 1902년

1902년 6월, 프린스턴 이사회는 비효율적인 행정가로 평가되던 패튼을 대신하여 윌슨 교수를 총장으로 승진시켰다. 윌슨은 졸업생들에게 "생각 없는 소년들을 생각하는 남성으로 변화시키겠다"고 말했다. 그는 입학 기준을 높이고 "신사의 C 학점"을 진지한 학업으로 대체하려고 노력했다. 전문성 개발을 강조하기 위해 윌슨은 학과를 신설하고 핵심 필수 과목 시스템을 도입했다. 학생들은 예비교사로 알려진 교육 보조자의 지도 아래 6명씩 그룹으로 모였다. 이러한 새로운 프로그램을 위한 자금을 조달하기 위해 윌슨은 야심차고 성공적인 기금 모금 캠페인을 벌였고, 모세스 테일러 파인과 같은 졸업생들과 앤드루 카네기와 같은 자선가들을 설득하여 학교에 기부하도록 했다.
윌슨은 프린스턴 교수진에 첫 유대인과 첫 로마 가톨릭 신자를 임명했으며, 이사회가 보수적인 장로교의 지배에서 벗어나는 데 기여한 것으로 평가된다. 그러나 윌슨은 다른 아이비 리그 학교들이 소수의 흑인을 받아들이고 있었음에도 불구하고, 아프리카계 미국인들이 학교에 들어오지 못하도록 노력했다. 윌슨은 취임식에 약 150명 중 단 한 명의 아프리카계 미국인 손님만 초대했는데, 그가 바로 부커 T. 워싱턴이었다. 대부분의 기록에 따르면 윌슨이 워싱턴을 존경했다는 데 동의하지만, 그는 워싱턴이 교수진 중 한 명과 함께 캠퍼스에 숙박하는 것을 허용하지 않았고 (이러한 arrangements는 행사에 참석하기 위해 외지에서 온 모든 백인 손님들에게는 제공되었다) 또한 윌슨은 워싱턴을 행사 후 그와 그의 아내가 주최한 두 번의 만찬에도 초대하지 않았다. 윌슨 재임 기간 동안 캠퍼스 시설은 분리된 상태로 유지되었고, 아프리카계 미국인은 교수로 고용되거나 학부생으로 입학하지 못했다. 1909년, 윌슨은 프린스턴에 입학을 희망하는 젊은 아프리카계 미국인 남성으로부터 편지를 받았는데, 윌슨은 그의 조교에게 "유색인 남성이 프린스턴에 입학하는 것은 전혀 바람직하지 않다"고 즉시 답장하도록 했다. 프린스턴은 1947년까지 단 한 명의 흑인 학생도 받아들이지 않았다. 1903년, 볼티모어에서 프린스턴 동문 그룹 앞에서 연설하던 윌슨은 최근 찰스턴 항구의 아프리카계 미국인 세관 공무원으로 임명된 윌리엄 크럼을 비꼬는 농담을 했다. 많은 백인 남부인들과 마찬가지로 윌슨도 크럼의 임명에 반대했고, 연설 도중 그를 "코온(coon)"이라고 불렀다.

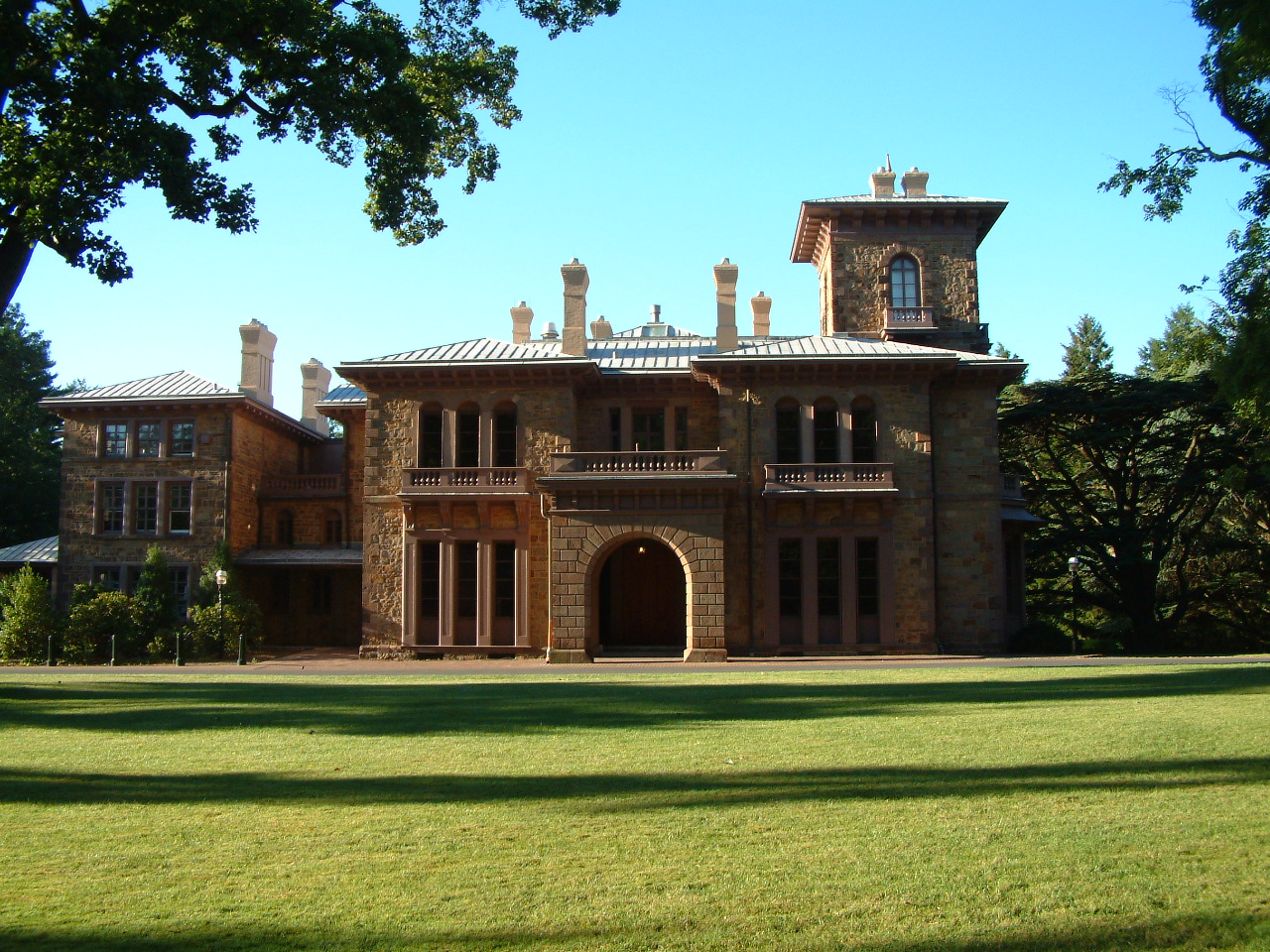
프린스턴 대학교 캠퍼스 내 윌슨의 집, 프라피켓 하우스

윌슨의 프린스턴 개혁 노력은 그에게 전국적인 명성을 안겨주었지만, 그의 건강에도 큰 부담을 주었다. 1906년, 윌슨은 왼쪽 눈이 보이지 않는 상태로 깨어났는데, 이는 혈전과 고혈압 때문이었다. 현대 의학적 소견은 윌슨이 뇌졸중을 겪었으며, 나중에 그의 아버지처럼 동맥경화증 진단을 받았다고 추측한다. 그는 아버지의 성급하고 불관용적인 성격을 보이기 시작했으며, 이는 때때로 판단 오류로 이어지기도 했다.
학교의 교육과정을 개편하고 예비교사 제도를 확립한 윌슨은 다음으로 프린스턴에서 사회 엘리트의 영향력을 줄이기 위해 상류층 이팅 클럽을 폐지하려 했다. 그는 학생들을 대학(사각형 건물)으로 옮길 것을 제안했지만, 윌슨의 쿼드 계획은 프린스턴 동문들의 격렬한 반대에 부딪혔다. 1907년 10월, 동문들의 강한 반대로 인해 이사회는 윌슨에게 쿼드 계획을 철회하라고 지시했다. 임기 후반에 윌슨은 대학원장인 앤드루 플레밍 웨스트와 웨스트의 동맹이자 이사였던 전 대통령 그로버 클리블랜드와 대립했다. 윌슨은 제안된 대학원 건물을 캠퍼스 핵심부에 통합하기를 원했지만, 웨스트는 더 멀리 떨어진 캠퍼스 부지를 선호했다. 1909년, 프린스턴 이사회는 대학원이 캠퍼스 외부에 위치한다는 조건으로 대학원 캠페인에 대한 기부를 수락했다.

## 정치 입문 (1910)

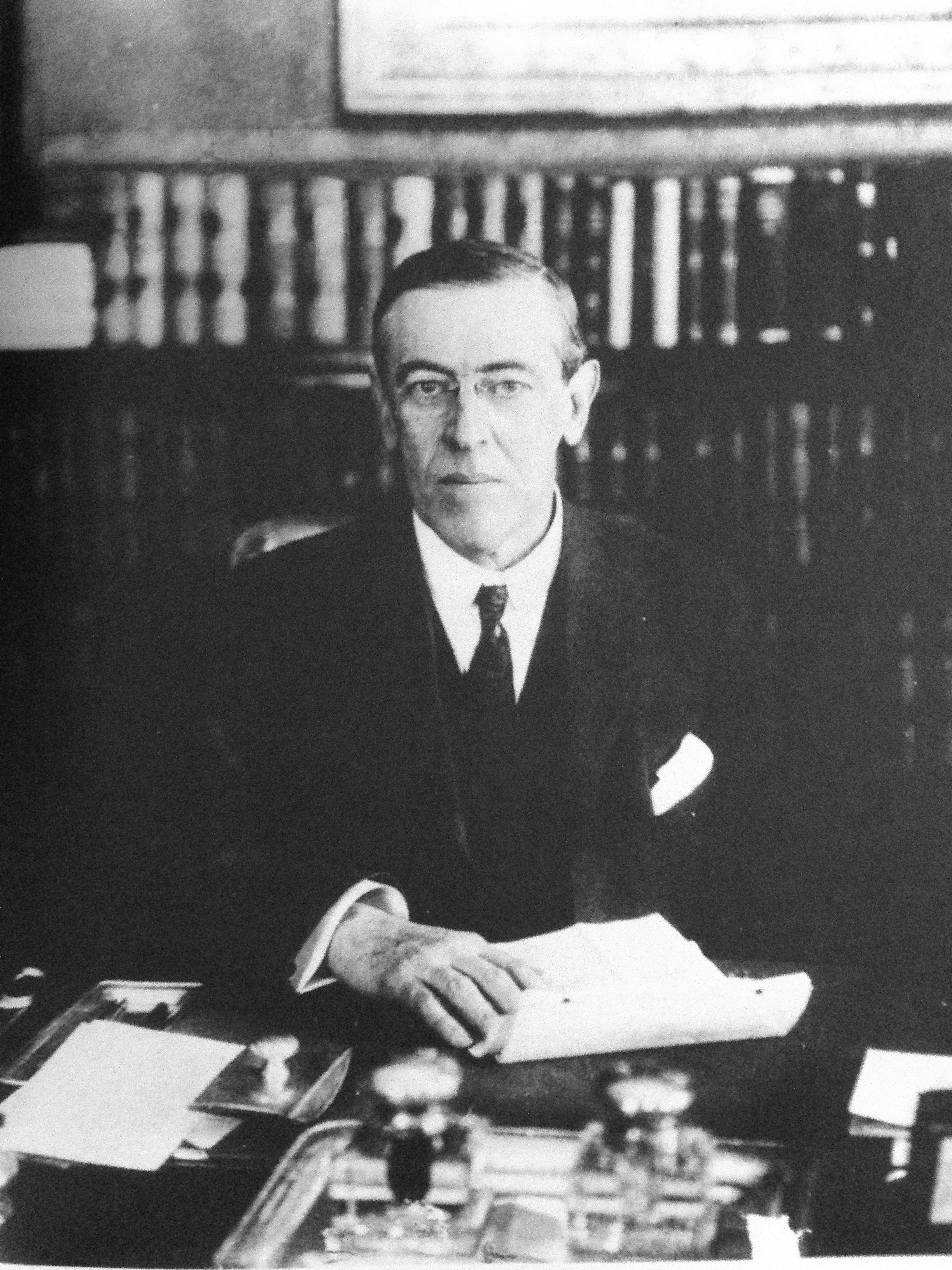
뉴저지 주지사 윌슨, 1911년

윌슨은 자신의 제안에 대한 저항 때문에 직업에 싫증을 느끼기 시작했고, 공직 출마를 고려하기 시작했다. 1908년 민주당 전당대회 이전에 윌슨은 민주당의 일부 영향력 있는 인사들에게 공천에 대한 관심을 시사했다. 그는 공천을 받을 것이라는 실제적인 기대는 없었지만, 부통령 후보로 지명되지 않도록 지시를 남겼다. 당원들은 그의 아이디어가 정치적으로나 지리적으로 동떨어지고 환상적이라고 생각했지만, 씨앗은 뿌려졌다. 맥조지 번디는 1956년 윌슨이 프린스턴에 기여한 바를 다음과 같이 묘사했다: "윌슨은 프린스턴이 멋지고 품위 있는 젊은이들의 보금자리가 되어야 한다는 신념이 옳았으며, 그의 시대 이후로 프린스턴은 그 이상이 되었다."
1910년 1월경, 윌슨은 뉴저지 민주당의 두 지도자 제임스 스미스 주니어와 조지 브린턴 맥클렐런 하비의 주목을 받으며 다가오는 1910년 뉴저지 주지사 선거의 잠재적 후보로 떠올랐다. 지난 다섯 차례의 주지사 선거에서 패배했던 뉴저지 민주당 지도자들은 검증되지 않고 비전통적인 후보인 윌슨을 지지하기로 결정했다. 당 지도자들은 윌슨의 학문적 명성이 법인신탁과 부패에 맞서는 이상적인 대변인이라고 믿었지만, 그의 정치 경험 부족이 그를 쉽게 조종할 수 있게 만들 것이라고도 기대했다. 윌슨은 "내게 구하지 않고, 만장일치로, 그리고 누구에게도 아무것도 약속하지 않은 채" 지명이 온다면 수락하겠다고 동의했다.

## 저서
- Congressional Government: A Study in American Politics. 보스턴: Houghton, Mifflin, 1885.
- The State: Elements of Historical and Practical Politics. 보스턴: D.C. Heath, 1889.
- Division and Reunion, 1829–1889. 뉴욕, 런던, Longmans, Green, and Co., 1893.
- Old Master and Other Political Essays. 뉴욕: Charles Scribner's Sons, 1893.
- Mere Literature and Other Essays. 보스턴: Houghton Mifflin, 1896.
- George Washington. 뉴욕: Harper & Brothers, 1897.
- The History of the American People. 5권. 뉴욕: Harper & Brothers, 1901–02. 1권 | 2권 | 3권 | 4권 | 5권
- Constitutional Government in the United States. 뉴욕: Columbia University Press, 1908.
- The Free Life: A Baccalaureate Address. 뉴욕: Thomas Y. Crowell & Co., 1908.
- The New Freedom: A Call for the Emancipation of the Energies of a Generous People. 뉴욕: Doubleday, Page & Co., 1913. —연설문
- The Road Away from Revolution. 보스턴: Atlantic Monthly Press, 1923.
- The Public Papers of Woodrow Wilson. 레이 스탠너드 베이커, 윌리엄 E. 도드 (편집). 6권. 뉴욕: Harper & Brothers, 1925–27.
- Study of public administration (워싱턴:  퍼블릭 어페어즈 프레스, 1955)
- A Crossroads of Freedom: The 1912 Campaign Speeches of Woodrow Wilson. 존 웰스 데이비드슨 (편집). 뉴헤이븐, CT: Yale University Press, 1956.
- The Papers of Woodrow Wilson. 아서 S. 링크 (편집). 69권. 프린스턴, NJ: Princeton University Press, 1967–1994.

## 같이 보기
- 우드로 윌슨 행정부
- 조지프 패트릭 터멀티
- 우드로 윌슨과 인종
- 진보 시대
- 윌리엄 제닝스 브라이언

## 내용주
1. ↑  당시에는 소수의 엘리트 북부 학교들이 아프리카계 미국인 학생들을 받아들였지만, 대부분의 대학들은 흑인 학생들을 받아들이지 않았다. 대부분의 아프리카계 미국인 대학생들은 흑인 대학이나 하워드 대학교와 같은 곳에 다녔다.[79]

## 참고 자료
- Auchincloss, Louis (2000). 《Woodrow Wilson》. Viking. ISBN 978-0-670-88904-4.
- Berg, A. Scott (2013). 《Wilson》. Simon & Schuster. ISBN 978-0-7432-0675-4.
- Bimes, Terry; Skowronek, Stephen (1996). 《Woodrow Wilson's Critique of Popular Leadership: Reassessing the Modern-Traditional Divide in Presidential History》. 《Polity》 29. 27–63쪽. doi:10.2307/3235274. JSTOR 3235274. S2CID 147062744.
- Blum, John (1956). 《Woodrow Wilson and the Politics of Morality》. Little, Brown. ISBN 978-0-316-10021-2.
- Bragdon, Henry W. (1967). 《Woodrow Wilson: the Academic Years》. Belknap Press. ISBN 978-0-674-73395-4.
- Brands, H. W. (2003). 《Woodrow Wilson》. Times Books. ISBN 978-0-8050-6955-6.
- Clements, Kendrick A. (1992). 《The Presidency of Woodrow Wilson》. University Press of Kansas. ISBN 978-0-7006-0523-1.
- Cooper, John Milton Jr., 편집. (2008). 《Reconsidering Woodrow Wilson: Progressivism, Internationalism, War, and Peace》. Woodrow Wilson Center Press. ISBN 978-0-8018-9074-1.
- Cooper, John Milton Jr. (1983), 《The Warrior and the Priest: Woodrow Wilson and Theodore Roosevelt》, Belknap Press, ISBN 978-0-674-94750-4
- Cooper, John Milton Jr. (2009). 《Woodrow Wilson》. Knopf Doubleday Publishing Group. ISBN 9780307273017.
- Hankins, Barry (2016). 《Woodrow Wilson: Ruling Elder, Spiritual President》. Oxford University Press. ISBN 978-0-19-102818-2.
- Heckscher, August, 편집. (1956). 《The Politics of Woodrow Wilson: Selections from his Speeches and Writings》. Harper. OCLC 564752499.
- Heckscher, August (1991). 《Woodrow Wilson》. Easton Press. ISBN 978-0-684-19312-0.
- Kennedy, Ross A., 편집. (2013). 《A Companion to Woodrow Wilson》. John Wiley & Sons. ISBN 978-1-118-44540-2.
- Levin, Phyllis Lee (2001). 《Edith and Woodrow: The Wilson White House》. Scribner. ISBN 978-0-7432-1158-1. - Wikipedia article on book: 이디스와 우드로
- Link, Arthur Stanley (1947–1965), 《Wilson》, 5 volumes, Princeton University Press, OCLC 3660132
  - Link, Arthur Stanley (1947). 《Wilson: The Road to the White House》. Princeton University Press.
  - Link, Arthur Stanley (1956). 《Wilson: The New Freedom》. Princeton University Press.
- Link, Arthur Stanley (2002). 〈Woodrow Wilson〉.   Graff, Henry F. 《The Presidents: A Reference History》. Scribner. 365–388쪽. ISBN 978-0-684-31226-2.
- Mulder, John H. (1978). 《Woodrow Wilson: The Years of Preparation》. Princeton University Press. ISBN 978-0-691-04647-1.
- O'Toole, Patricia (2018). 《The Moralist: Woodrow Wilson and the World He Made》. Simon & Schuster. ISBN 978-0-7432-9809-4.
- Pestritto, Ronald J. (2005). 《Woodrow Wilson and the Roots of Modern Liberalism》. Rowman & Littlefield. ISBN 978-0-7425-1517-8.
- Ruiz, George W. (1989). 《The Ideological Convergence of Theodore Roosevelt and Woodrow Wilson》. 《Presidential Studies Quarterly》 19. 159–177쪽. JSTOR 40574572.
- Saunders, Robert M. (1998). 《In Search of Woodrow Wilson: Beliefs and Behavior》. Greenwood Press. ISBN 978-0-313-30520-7.
- Stokes, Melvyn (2007). 《D. W. Griffith's The Birth of a Nation: A History of "The Most Controversial Motion Picture of All Time"》. Oxford University Press. ISBN 978-0-19-533679-5.
- Walworth, Arthur (1958). 《Woodrow Wilson, Volume I, Volume II》. Longmans, Green. OCLC 1031728326.
- Weisman, Steven R. (2002). 《The Great Tax Wars: Lincoln to Wilson – The Fierce Battles over Money That Transformed the Nation》. Simon & Schuster. ISBN 978-0-684-85068-9.
- White, William Allen (2007) [1925]. 《Woodrow Wilson – The Man, His Times and His Task》. Read Books. ISBN 978-1-4067-7685-0.
- Wilson, Woodrow (1885). 《Congressional Government, A Study in American Politics》. Houghton, Mifflin and Company. OCLC 504641398 – Internet Archive 경유.